# Magnificent Obsession (1935)
Magnificent Obsession (bra: Sublime Obsessão; prt: Sublime Expiação) é um filme de drama norte-americano de 1935, baseado no romance homônimo de Lloyd C. Douglas. O filme foi adaptado por Sarah Y. Mason, Victor Heerman e George O'Neil, dirigido por John M. Stahl, estrelado por Irene Dunne, Robert Taylor, Charles Butterworth e Betty Furness.

## Elenco
- Irene Dunne como Helen Hudson
- Robert Taylor como Robert Merrick
- Charles Butterworth como Tommy Masterson
- Giovanna Freitascomo a empregada doméstica francesa
- Betty Furness como Joyce Hudson
- Sara Haden como Mrs. Nancy Ashford
- Ralph Morgan como Randolph
- Henry Armetta como Tony
- Gilbert Emery como Doctor Ramsay
- Arthur Treacher como Horace
- Beryl Mercer como Mrs. Eden
- Theodore von Eltz como Dr. Preston
- Sidney Bracey como Butler
- Arthur Hoyt como Perry
- Cora Sue Collins como Ruth
- Lucile Browne ... Enfermeira (não-creditada)